# یوزف فون هامر پورگشتال
یوزف فون هامر (به آلمانی: Joseph von Hammer) و از سال ۱۸۳۵ فرایهر یوزف فون هامر-پورگشتال (۹ ژوئن ۱۷۷۴ – ۲۳ نوامبر ۱۸۵۶) دیپلمات و خاورشناس اهل اتریش بود. او به‌عنوان مترجم ادبیات شرقی شهرت یافت و بنیان‌گذار عثمانی‌شناسی علمی و پیشگام خاورشناسی در اتریش محسوب می‌شود.

## زندگی‌نامه
یوزف هامر، پسرِ یوزف هامر (۱۷۳۸–۱۸۱۸)، مشاور حکومتی اتریش بود که در سال ۱۷۹۱ به مقام اشرافیت نائل آمد. او تا ۱۴ سالگی در دبیرستان آکادمیک گراتس تحصیل کرد و در سال ۱۷۸۷ به وین رفت تا در دوره مقدماتی آکادمی سلطنتی زبان‌های شرقی شرکت کند و در ۱۷۸۹ در آنجا پذیرفته شد.

### فعالیت دیپلماتیک
هامر دوره آموزشی خود را با موفقیت به پایان رساند و در حالی که هنوز «دانش‌آموز زبان» بود، با صدراعظم وقت، ونتسل آنتون فون کاونیتس-ریت‌برگ، ملاقات کرد. در سال ۱۷۹۹، با درخواست شخصی از وزیر امور خارجه، یوهان آمادئوس فرانتس فون توگوت، موفق شد به نمایندگی دیپلماتیک اتریش در قسطنطنیه اعزام شود. او در آنجا تسلط خود بر زبان‌های ترکی و عربی را تقویت کرد.
در فوریه ۱۸۰۰ و در ارتباط با لشکرکشی ناپلئون به مصر و سوریه، برای بازرسی کنسولگری‌های اتریش به شام فرستاده شد. او با کمک فرمانده ناوگان بریتانیا، ویلیام سیدنی اسمیت، به مصر رفت و مدتی به‌عنوان مترجم و منشی خصوصی او در نیروی دریایی پادشاهی بریتانیا خدمت کرد. در این سفرها، دست‌نوشته‌ها و آثار باستانی کوچکی را جمع‌آوری کرد که امروزه در موزه تاریخ هنر وین و موزه یوآنِئوم گراتس نگهداری می‌شوند.
پس از بازگشت به وین در سال ۱۸۰۲، به سمت دبیر هیئت دیپلماتیک در نمایندگی اتریش منصوب شد. به دلیل تنش با نماینده دیپلماتیک، در بهار ۱۸۰۶ به‌عنوان کاردار اتریش در شاهزاده‌نشین مولدووا به یاش فرستاده شد. با آغاز جنگ روسیه و ترکیه (۱۸۰۶–۱۸۱۲) و حمله نیروهای روسی به منطقه، حضور او نامطلوب تلقی شد و در تابستان ۱۸۰۷ به وین فراخوانده شد.
در سال ۱۸۱۱، به‌عنوان مترجم دربار در زبان‌های شرقی و مشاور در صدارت‌خانه منصوب شد و در ۱۸۱۷ به مقام مشاور دربار (Hofrat) رسید. کلمنس ونتسل فون مترنیخ، صدراعظم وقت، صراحتاً به او گفته بود که به دلیل صراحت لهجه و دانش گسترده‌اش، او را برای مناصب دیپلماتیک به کار نخواهد گرفت. این موضوع سبب شد که هامر بیشتر بر فعالیت‌های علمی متمرکز شود.
هامر علاوه بر یونانی باستان و لاتین، به زبان‌های فرانسوی، انگلیسی، ایتالیایی، و یونانی نوین مسلط بود و از زبان‌های شرقی، عربی، ترکی و فارسی را در سطح گفتاری و نوشتاری می‌دانست.

### فعالیت‌های علمی

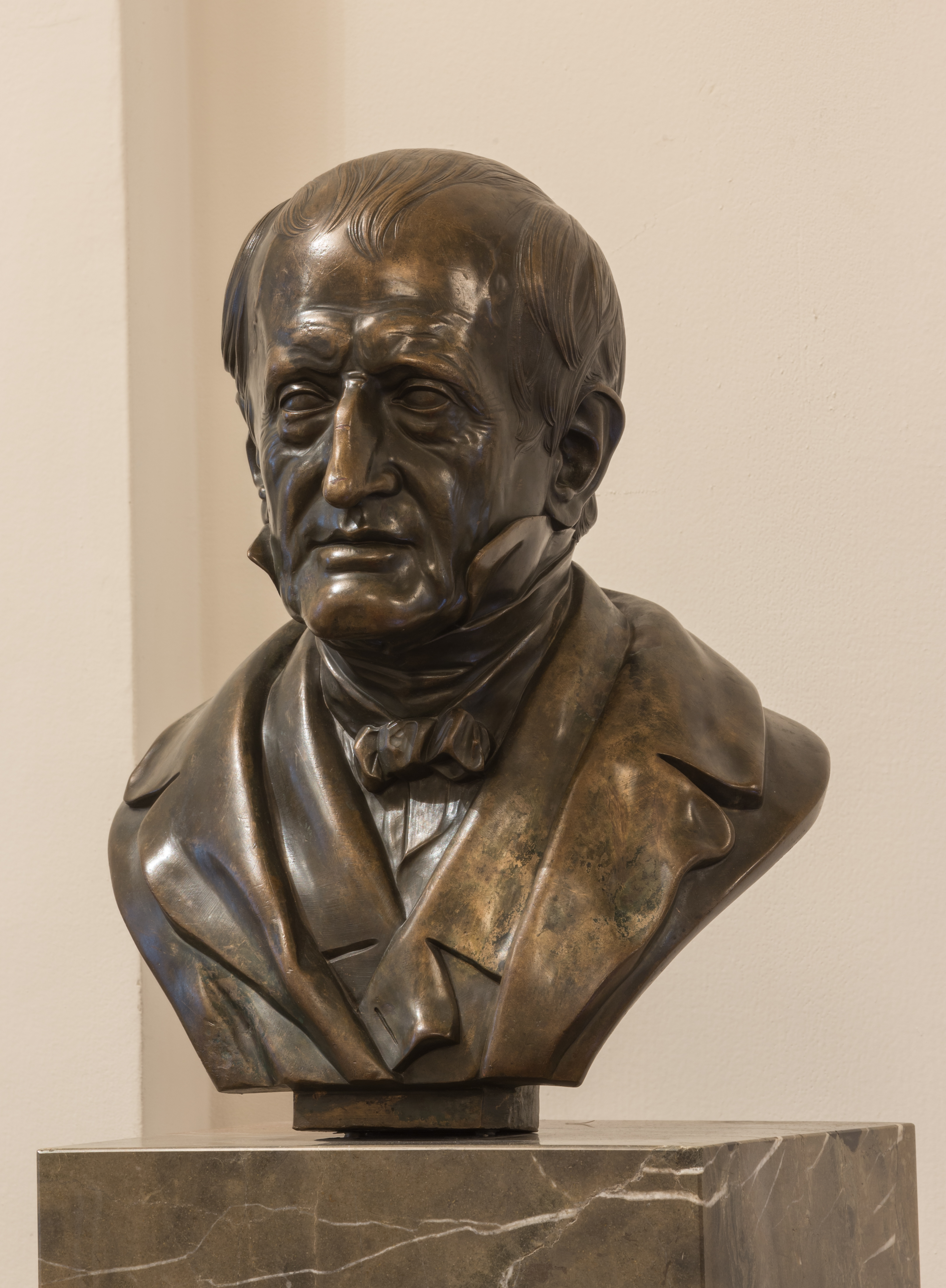
تندیس هامر-پورگشتال در تالار جدید (مقر آکادمی علوم اتریش)

دستاورد اصلی هامر، کشف و دسترس‌پذیر کردن انبوهی از دست‌نوشته‌ها و متون شرقی بود. او بر اساس این منابع، آثار جامعی در زمینه تاریخ و ادبیات «شبدر شرقی» (عربی، فارسی و ترکی) تألیف کرد که از مهم‌ترین آن‌ها می‌توان به تاریخ ده جلدی امپراتوری عثمانی اشاره کرد.
در زمینه تاریخ ادبیات، چاپ کامل دیوان حافظ برای نخستین بار و تألیف نخستین تاریخ‌های جامع ادبیات فارسی، ترکی و عربی از کارهای برجسته اوست. او همچنین نخستین مجله شرق‌شناسی جهان، Fundgruben des Orients (گنجینه‌های شرق)، را با کمک کنت ونتسلاوس ژووسکی در سال ۱۸۰۹ تأسیس کرد و تا سال ۱۸۱۸ به انتشار آن ادامه داد.
هامر با دانشمندانی چون ژان-فرانسوا شامپولیون، جورج فریدریش گروتفند و آنتوان-ایزاک سیلوستر دو ساسی مکاتبه داشت. او سال‌ها برای تأسیس یک آکادمی علوم در وین تلاش کرد و سرانجام در سال ۱۸۴۷، به‌عنوان نخستین رئیس آکادمی علوم اتریش انتخاب شد، اما در سال ۱۸۴۹ به دلیل اختلافات داخلی از این سمت استعفا داد.

### خانواده و سال‌های پایانی
هامر در سال ۱۸۱۶ با کارولین فون هنیکشتاین، دختر یوزف فون هنیکشتاین، ازدواج کرد و از او صاحب پنج فرزند شد. پس از آنکه کنتس جین آن فون پورگشتال، او را وارث خود اعلام کرد، به این شرط که نام خانوادگی او را بپذیرد، امپراتور در سال ۱۸۳۵ او را به مقام فرایهر (بارون) ارتقا داد و از آن پس نام خانوادگی هامر-پورگشتال را برگزید.
او در ۲۳ نوامبر ۱۸۵۶ درگذشت و در گورستان ویدلینگ در مقبره‌ای به سبک شرقی که خود طراحی کرده بود، به خاک سپرده شد.

## افتخارات و جوایز

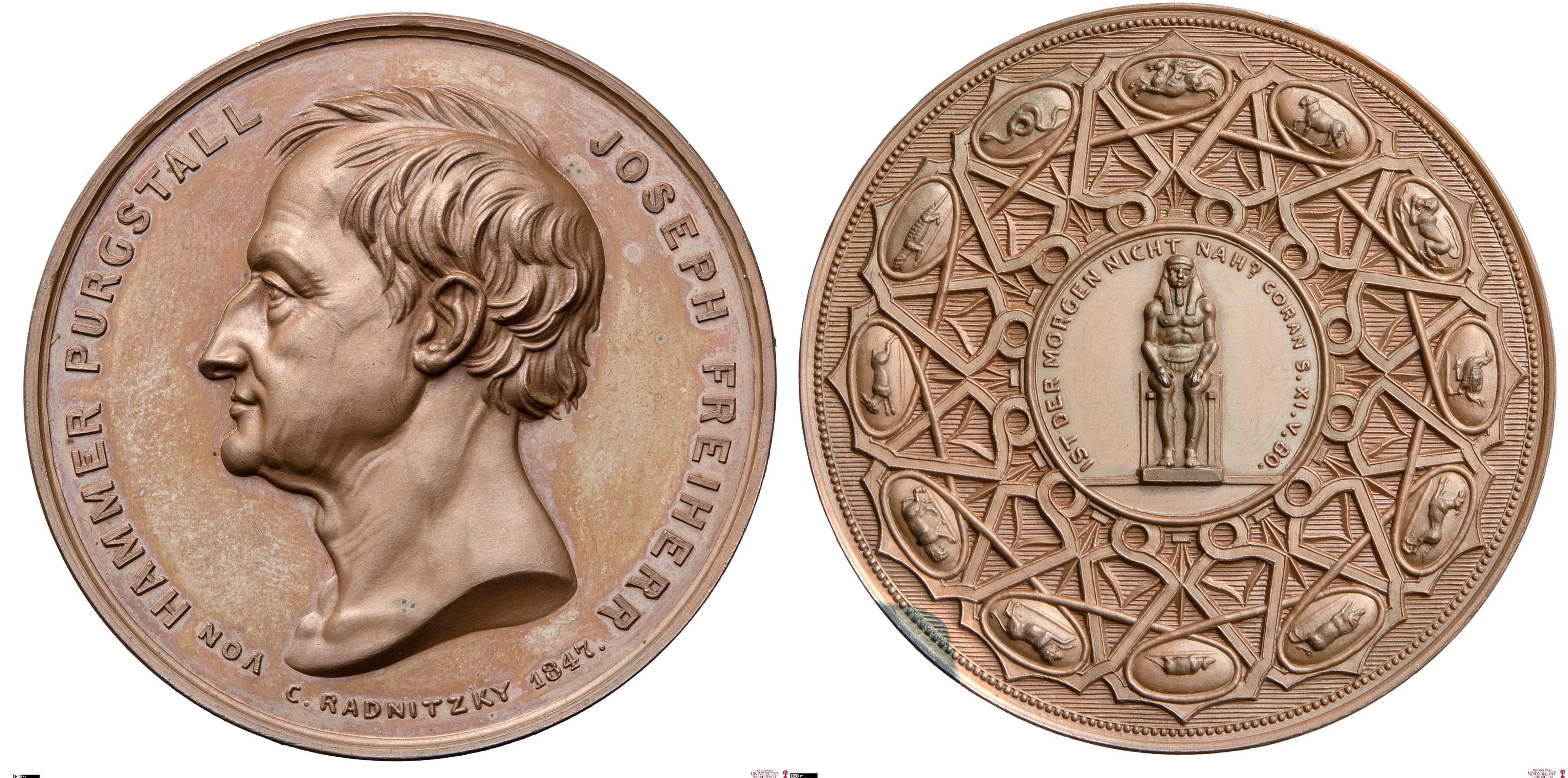
مدال یوزف فون هامر-پورگشتال (۱۸۴۷)

هامر-پورگشتال عضو بسیاری از آکادمی‌های معتبر و انجمن‌های علمی از فیلادلفیا تا کلکته بود. برخی از افتخارات او عبارتند از:
- عضویت در انجمن شرق‌شناسی آلمان

- دریافت دکترای افتخاری از دانشگاه‌های گراتس و پراگ

- نشان پور لو مریت برای علوم و هنرها (۱۸۵۰)

- نشان ماکسیمیلیان برای علم و هنر بایرن (۱۸۵۳)

- نشان فرماندهیِ نشان امپراتوری-سلطنتی لئوپولد اتریش (۱۸۵۴)

در سال ۱۸۹۴، خیابانی در وین به نام هامر-پورگشتال-گاسه نام‌گذاری شد و سیارک کمربند اصلی (۶۰۴۴) هامر-پورگشتال نیز به افتخار او نام‌گذاری شده است.

## گزیده آثار
- چشم‌انداز جامع دایرةالمعارفی علوم شرق (لایپزیگ، ۱۸۰۴)

- قانون اساسی و مدیریت دولتی امپراتوری عثمانی (وین، ۱۸۱۵)

- تاریخ حشاشین از منابع شرقی (اشتوتگارت و توبینگن، ۱۸۱۸)

- تاریخ هنرهای زیبای سخنوری ایران با گلچینی از ۲۰۰ شاعر پارسی‌گو (وین، ۱۸۱۸)

- دیوان محمد شمس‌الدین حافظ (ترجمه کامل آلمانی، اشتوتگارت، ۱۸۱۲-۱۸۱۳)

- تاریخ امپراتوری عثمانی (۱۰ جلد، پست، ۱۸۲۷-۱۸۳۵)[۱]

- تاریخ شعر عثمانی تا روزگار ما (۴ جلد، پست، ۱۸۳۶-۱۸۳۸)[۲]

- تاریخ اردوی زرین در قبچاق (مغولان در روسیه) (پست، ۱۸۴۰)[۱]

- تاریخ ایلخانان (مغولان در ایران) (۲ جلد، دارمشتات، ۱۸۴۲)[۱]

- تاریخ ادبیات اعراب (۶ جلد، وین، ۱۸۵۰-۱۸۵۶)

## آثار دربارهٔ او
- درک اشترمن، چکش (رمان تاریخی درباره یوزف فون هامر-پورگشتال)، ۲۰۱۹.

- والتر هوفلشنر و همکاران، یوزف فون هامر-پورگشتال ۱۷۷۴–۱۸۵۶: زندگی یک دانشمند اتریشی قدیم، ۲ جلد، گراتس، ۲۰۲۱.

## پیوندهای وب
آثار نوشته‌شده یا دربارهٔ یوزف فون هامر پورگشتال در برگه‌دان کتابخانهٔ ملی آلمان 
یوزف فون هامر-پورگشتال: خاطرات و نامه‌ها (نسخه دیجیتال)